# Elezioni presidenziali negli Stati Uniti d'America del 1832
Le elezioni presidenziali negli Stati Uniti d'America del 1832 furono la 12° tornata elettorale quadriennale e si tennero da venerdì 2 novembre a mercoledì 5 dicembre.
Il presidente uscente Andrew Jackson, candidato per il Partito Democratico, riuscì facilmente ad ottenere la rielezione contro Henry Clay del Kentucky, candidato per il Partito Repubblicano Nazionale ed ex Segretario di Stato nel corso della presidenza di John Quincy Adams e il candidato per il Partito Anti-Massonico William Wirt, ex procuratore generale durante la presidenza di James Monroe.
Jackson vinse 219 dei 286 grandi elettori. Il governatore della Virginia John Floyd, pur non essendo ufficialmente mai entrato in lizza, arrivò a conquistare i voti elettorali della Carolina del Sud. Tuttavia, il candidato democratico dovette affrontare pesanti critiche per le azioni intraprese nella "Guerra delle banche", continuando comunque a rimanere assai popolare nell'opinione pubblica.
Jackson conquistò la maggior parte degli Stati al di fuori della Nuova Inghilterra; Clay ottenne il 37,4% del voto popolare e 49 voti elettorali, mentre Wirt il 7,8% e lo Stato del Vermont. Subito dopo aver appreso i risultati i membri più influenti sia del Partito Repubblicano Nazionale che del Partito Anti-Massonico si riunirono per formare il Partito Whig, che divenne il principale avversario dei Democratici nei successivi due decenni.
Questa fu la prima elezione nazionale di Martin Van Buren dello Stato di New York, candidato alla vicepresidenza; quattro anni dopo sarebbe stato eletto presidente succedendo a Jackson. Dovette però affrontare la forte opposizione schieratasi all'interno del proprio partito.
La mappa a lato dei risultati indica con il colore blu gli Stati vinti da Jackson/Van Buren o William Wilkins, il panna quelli conquistati da Clay/John Sergeant, l'argento-verde quelli ottenuti da Floyd/Henry Lee, ed infine l'arancione quelli avuti da Wirt/Amos Ellmaker. I numeri indicano i voti elettorali assegnati a ciascuno stato; due voti non furono assegnati nel Maryland. I trenta grandi elettori della Pennsylvania espressero la loro preferenza per Wilkins come vicepresidente.

## Nomination
Il metodo informale di scelta dei candidati alla presidenza per ciascun partito, costituito dai caucus, era stato già abbandonato nelle elezioni del 1824; i candidati del 1832 furono pertanto scelti dalle Convention nazionali.
La prima di queste venne organizzata dal Partito Anti-Massonico a Baltimora nel settembre del 1831; sia il Partito Repubblicano Nazionale che il Partito Democratico presto lo imitarono, tenendo anch'essi le proprie riunioni nella stessa città, che sarebbe rimasta uno dei luoghi privilegiati per le Convention politiche nazionali nei decenni successivi.

### Democratici
Nel corso del primo mandato, il presidente Jackson e il suo vice John Calhoun ebbero una relazione alquanto tesa per  una serie di motivi, in particolare una grave divergenza di opinioni riguardo alla crisi della nullificazione e il coinvolgimento della stessa moglie del vicepresidente, Floride Calhoun, nel cosiddetto affare Petticoat, che vide Calhoun e i suoi seguaci opporsi al segretario alla guerra John Eaton. A causa di questa tensione, il segretario di Stato Martin Van Buren e Eaton stesso si dimisero dall'incarico nell'aprile del 1831, e Jackson ne approfittò per richiedere le dimissioni anche di tutti gli altri componenti il suo governo contrari a Eaton, ne rimase in carica solo uno, che aveva appoggiato Eaton.
La mossa di Van Buren si mostrò un mezzo vincente per rimuovere i sostenitori di Calhoun dal governo; quest'ultimo peggiorò ulteriormente i rapporti con il presidente nell'estate del 1831, quando pubblicò la sua "lettera di Fort Hill", in cui sostenne le basi costituzionali per cui uno Stato avrebbe avuto la capacità di annullare un qualsiasi atto emanato dal Congresso.
Il colpo finale alla relazione tra Jackson e Calhoun avvenne quando il presidente nominò Van Buren come ambasciatore nel Regno Unito di Gran Bretagna e Irlanda; il voto al Senato per la sua conferma si concluse con un pareggio, che Calhoun però risolse votando contro, il 25 gennaio del 1832. A quella data non era ancora chiaro chi sarebbero stati i candidati dei Democratici nelle elezioni di quell'anno; Jackson era già stato rinominato da diversi parlamenti statali, seguendo lo schema del 1824 e del 1828, ma la sua preoccupazione maggiore era che le varie sezioni statali del partito non si unissero attorno ad un candidato vicepresidente.
Di conseguenza i Democratici seguirono il modello usato dai partiti di opposizione e convocarono una Convention nazionale. La riunione del 1832, la prima del Partito Democratico, fu tenuta nell'Athenaeum di Baltimora (la stessa sede dei due partiti di opposizione) dal 21 al 23 di maggio; in questa prima Convention del partito furono prese parecchie decisioni.
Il primo giorno venne scelto un comitato che fornisse un elenco di delegati rappresentativi per ogni Stato; questo, che in seguito fu denominato "Comitato degli accrediti" (Credentials Committee), riferì che tutti gli Stati erano presenti. Si trovarono anche i delegati provenienti dal distretto di Columbia e vi fu il primo voto per appello nominale contestato nella storia della Convention; con una maggioranza di 153 contro 126 fu respinta la proposta di privare il Distretto del diritto di inviare delegati per l'elezione presidenziale.
La "commissione per le regole" fece quindi una breve relazione in cui si stabilivano diverse altre consuetudini: ad ogni Stato furono assegnati tanti voti quanti ne avevano a disposizione i Grandi elettori; diversi Stati risultarono sovra-rappresentati e altri sotto-rappresentati. In secondo luogo, il voto era espresso dagli Stati e non dai singoli delegati; inoltre fu stabilita la maggioranza dei due terzi dei delegati perché un candidato ottenesse la nomina, una misura intesa a ridurre i conflitti di corrente. La quarta regola, che vietava i discorsi di nomina, fu l'unica che il partito abbandonò rapidamente.
Non fu eseguito nessun voto per appello nominale per nominare Jackson ad un secondo mandato; invece si approvò una risoluzione affermando che "siamo cordialmente concordi nelle ripetute nomination che abbiamo ricevuto da varie organizzatori interne al partito". Martin Van Buren fu quindi scelto come vice-presidente al primo scrutinio, ricevendo 208 voti contro i 49 di Philip Pendleton Barbour e i 26 di Richard Mentor Johnson. Successivamente la Convention approvò un programma politico da presentare alla nazione e aggiornò la seduta.
Fonti:
| Nome                     | Stato    | Voti | %     |
| ------------------------ | -------- | ---- | ----- |
| Martin Van Buren         | New York | 208  | 73,5% |
| Philip Pendleton Barbour | Virginia | 49   | 17,3% |
| Richard Mentor Johnson   | Kentucky | 26   | 9,2%  |

#### Barbour Democrats
La Convention nazionale dei Democratici Barbour si tenne nel giugno del 1832 a Staunton, in Virginia. Jackson fu nominato per la presidenza, ma gli si affiancò Philip P. Barbour. Barbour si ritirò, ma rimase come candidato nelle elezioni in cinque stati: Alabama, Georgia, Mississippi, Carolina del Nord e Virginia.
| Candidati del Partito Democratico, 1832                |                                                                                |
| Andrew Jackson                                         | Martin Van Buren                                                               |
| per Presidente                                         | per Vice Presidente                                                            |
|                                                        |                                                                                |
| 7° Presidente degli Stati Uniti d'America (1829- 1837) | Ex ambasciatore presso il Regno Unito di Gran Bretagna e Irlanda (1831 - 1832) |
|                                                        |                                                                                |

### Partito Repubblicano Nazionale
| Candidati del Partito Repubblicano Nazionale, 1832         |                                                                           |
| Henry Clay                                                 | John Sergeant                                                             |
| per Presidente                                             | per Vice Presidente                                                       |
|                                                            |                                                                           |
| Senatore per il Kentucky (1806–1807, 1810–1811, 1831–1842) | Ex membro della Camera dei Rappresentanti per la Pennsylvania (1827–1829) |
|                                                            |                                                                           |

### Partito Anti-Massonico
| Candidati del Partito Anti-Massonico, 1832 |                                                         |
| William Wirt                               | Amos Ellmaker                                           |
| per Presidente                             | per Vice Presidente                                     |
|                                            |                                                         |
| 9° Procuratore Generale (1817-1829)        | 12° Procuratore Generale della Pennsylvania (1816-1819) |
|                                            |                                                         |

## Risultati

La bandiera degli Stati Uniti d'America a 24 stelle in uso dal 1822 al 1836

| Candidato      | Partito                        | Voti      | % voti | Grandi Elettori |
| -------------- | ------------------------------ | --------- | ------ | --------------- |
| Andrew Jackson | Partito Democratico            | 701.780   | 54,2%  | 219             |
| Henry Clay     | Partito Repubblicano Nazionale | 484.205   | 37,4%  | 49              |
| John Floyd     | Partito Nullificatore          | ---       |        | 11              |
| William Wirt   | Partito Anti-Massonico         | 100.715   | 7,8%   | 7               |
| Altri          |                                | 7.273     | 0,6%   | 0               |
| Totale         |                                | 1.293.973 | 100,0% | 286             |

### Risultati per Stato

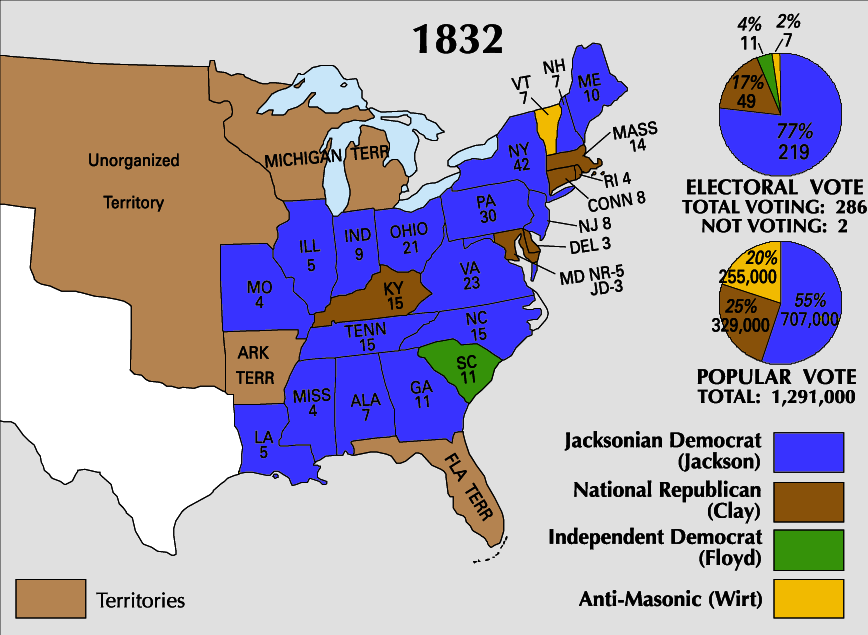
Risultati elettorali per Stato.

|                              |                 | Andrew Jackson Democratico | Andrew Jackson Democratico | Andrew Jackson Democratico | Henry Clay Repubblicano Nazionale | Henry Clay Repubblicano Nazionale | Henry Clay Repubblicano Nazionale | William Wirt Anti-Massonico | William Wirt Anti-Massonico | William Wirt Anti-Massonico | John Floyd Nullifier Party (Indipendente Democratico) | John Floyd Nullifier Party (Indipendente Democratico) | John Floyd Nullifier Party (Indipendente Democratico) | Totale Stati | Totale Stati |  |
| Stato federato               | Voti elettorali | #                          | %                          | Voti elettorali            | #                                 | %                                 | Voti elettorali                   | #                           | %                           | Voti elettorali             | #                                                     | %                                                     | Voti elettorali                                       | #            |              |  |
| ---------------------------- | --------------- | -------------------------- | -------------------------- | -------------------------- | --------------------------------- | --------------------------------- | --------------------------------- | --------------------------- | --------------------------- | --------------------------- | ----------------------------------------------------- | ----------------------------------------------------- | ----------------------------------------------------- | ------------ | ------------ |  |
| Alabama                      | 7               | 14.286                     | 99,97                      | 7                          | 5                                 | 0,03                              | -                                 | non presente                | non presente                | non presente                | non presente                                          | non presente                                          | non presente                                          | 14.291       | AL           |  |
| Carolina del Nord            | 15              | 25.261                     | 84,77                      | 15                         | 4.538                             | 15,23                             | -                                 | non presente                | non presente                | non presente                | non presente                                          | non presente                                          | non presente                                          | 29.799       | NC           |  |
| Carolina del Sud             | 11              | senza voto popolare        | senza voto popolare        | senza voto popolare        | senza voto popolare               | senza voto popolare               | senza voto popolare               | senza voto popolare         | senza voto popolare         | senza voto popolare         | senza voto popolare                                   | senza voto popolare                                   | 11                                                    | -            | SC           |  |
| Connecticut                  | 8               | 11.269                     | 34,32                      | -                          | 18.155                            | 55,29                             | 8                                 | 3.409                       | 10,38                       | -                           | non presente                                          | non presente                                          | non presente                                          | 32.833       | CT           |  |
| Delaware                     | 3               | 4.110                      | 49,01                      | -                          | 4.276                             | 50,99                             | 3                                 | non presente                | non presente                | non presente                | non presente                                          | non presente                                          | non presente                                          | 8.386        | DE           |  |
| Georgia                      | 11              | 20.750                     | 100                        | 11                         | non presente                      | non presente                      | non presente                      | non presente                | non presente                | non presente                | non presente                                          | non presente                                          | non presente                                          | 20.750       | GA           |  |
| Illinois                     | 5               | 14.609                     | 68,01                      | 5                          | 6.745                             | 31,40                             | -                                 | 97                          | 0,45                        | -                           | non presente                                          | non presente                                          | non presente                                          | 21.481       | IL           |  |
| Indiana                      | 9               | 31.551                     | 67,10                      | 9                          | 15.472                            | 32,90                             | -                                 | non presente                | non presente                | non presente                | non presente                                          | non presente                                          | non presente                                          | 47.023       | IN           |  |
| Kentucky                     | 15              | 36.292                     | 45,51                      | -                          | 43.449                            | 54,49                             | 15                                | non presente                | non presente                | non presente                | non presente                                          | non presente                                          | non presente                                          | 79.741       | KY           |  |
| Louisiana                    | 5               | 3.908                      | 61,67                      | 5                          | 2.429                             | 38,33                             | -                                 | non presente                | non presente                | non presente                | non presente                                          | non presente                                          | non presente                                          | 6.337        | LA           |  |
| Maine                        | 10              | 33.978                     | 54,67                      | 10                         | 27.331                            | 43,97                             | -                                 | 844                         | 1,36                        | -                           | non presente                                          | non presente                                          | non presente                                          | 62.153       | ME           |  |
| Maryland                     | 10              | 19.156                     | 49,99                      | 3                          | 19.160                            | 50,01                             | 5                                 | non presente                | non presente                | non presente                | non presente                                          | non presente                                          | non presente                                          | 38.316       | MD           |  |
| Massachusetts                | 14              | 13.933                     | 20,61                      | -                          | 31.963                            | 47,27                             | 14                                | 14.692                      | 21,73                       | -                           | non presente                                          | non presente                                          | non presente                                          | 60.588       | MA           |  |
| Mississippi                  | 4               | 5.750                      | 100                        | 4                          | non presente                      | non presente                      | non presente                      | non presente                | non presente                | non presente                | non presente                                          | non presente                                          | non presente                                          | 5.750        | MS           |  |
| Missouri                     | 4               | 5.192                      | 100                        | 4                          | non presente                      | non presente                      | non presente                      | non presente                | non presente                | non presente                | non presente                                          | non presente                                          | non presente                                          | 5.192        | MO           |  |
| New Hampshire                | 7               | 24.855                     | 56,67                      | 7                          | 18.938                            | 43,24                             | -                                 | non presente                | non presente                | non presente                | non presente                                          | non presente                                          | non presente                                          | 43.793       | NH           |  |
| New Jersey                   | 8               | 23.826                     | 49,89                      | 8                          | 23.466                            | 49,13                             | -                                 | 468                         | 0,98                        | -                           | non presente                                          | non presente                                          | non presente                                          | 47,760       | NJ           |  |
| New York                     | 42              | 168.497                    | 52,10                      | 42                         | 154.896                           | 47,90                             | -                                 | non presente                | non presente                | non presente                | non presente                                          | non presente                                          | non presente                                          | 323.393      | NY           |  |
| Ohio                         | 21              | 81.246                     | 51,33                      | 21                         | 76.539                            | 48,35                             | -                                 | 509                         | 0,32                        | -                           | non presente                                          | non presente                                          | non presente                                          | 158.294      | OH           |  |
| Pennsylvania                 | 30              | 91.949                     | 57,96                      | 30                         | non presente                      | non presente                      | non presente                      | 66.689                      | 42,04                       | -                           | non presente                                          | non presente                                          | non presente                                          | 158.638      | PA           |  |
| Rhode Island                 | 4               | 2.126                      | 43,07                      | -                          | 2.810                             | 56,93                             | 4                                 | non presente                | non presente                | non presente                | non presente                                          | non presente                                          | non presente                                          | 4.936        | RI           |  |
| Tennessee                    | 15              | 28.078                     | 95,42                      | 15                         | 1.347                             | 4,58                              | -                                 | non presente                | non presente                | non presente                | non presente                                          | non presente                                          | non presente                                          | 29.425       | TN           |  |
| Vermont                      | 7               | 7.870                      | 24,50                      | -                          | 11.152                            | 34,71                             | -                                 | 13.106                      | 40,79                       | 7                           | non presente                                          | non presente                                          | non presente                                          | 32.128       | VT           |  |
| Virginia                     | 23              | 34.243                     | 74,96                      | 23                         | 11.436                            | 25,03                             | -                                 | 3                           | 0,01                        | -                           | non presente                                          | non presente                                          | non presente                                          | 45.682       | VA           |  |
| Stati Uniti:                 | 288             | 702.735                    | 54,74                      | 219                        | 474.107                           | 36,93                             | 49                                | 99.817                      | 7,78                        | 7                           | -                                                     | -                                                     | 11                                                    | 1.329.402    | US           |  |
| MAGGIORANZA GRANDI ELETTORI: | 148             |                            |                            |                            |                                   |                                   |                                   |                             |                             |                             |                                                       |                                                       |                                                       |              |              |  |

### Fonti primarie
- Presidential Election of 1832: A Resource Guide from the Library of Congress
- National Republican Party (U.S.). Massachusetts, Journal Of The National Republican Convention, Which Assembled In The City Of Baltimore, Dec. 12, 1831, For The Nominations Of Candidates To Fill The Offices Of President And Vice President, Washington, National Journal, 1831.
- Democratic National Convention, Summary Of The Proceedings Of A Convention Of Republican Delegates, From The Several States In The Union, For The Purpose of Nominating A Candidate For The Office Of Vice-President Of The United States; Held At Baltimore, In The State Of Maryland, May, 1832, Albany, Packard and Van Benthuysen, 1832. Note: the account of the convention in Niles' Weekly Register has more information than the printed proceedings.
- The proceedings of the United States Anti-Masonic Convention: held at Philadelphia, September 11, 1830.

### Siti Web
-  Andrew Jackson (1829–1837), su americanpresident.org, collana AmericanPresident.org. URL consultato il 18 marzo 2005 (archiviato dall'url originale il 16 marzo 2005).
-  Elections, su answers.com, collana answers.com. URL consultato il 19 marzo 2005.
-  A Historical Analysis of the Electoral College, su thegreenpapers.com, collana The Green Papers. URL consultato il 20 marzo 2005.
  - Fonti delle selezioni per il "Collegio Elettorale"

-  Pennsylvania Presidential Election Returns 1832, su wilkes-fs1.wilkes.edu, collana The Wilkes University Election Statistics Project: Pennsylvania Election Statistics: 1682–2006. URL consultato il 19 marzo 2005 (archiviato dall'url originale il 15 maggio 2005).